# Indian Bay (ort)
Indian Bay är en ort i Kanada.   Den ligger i provinsen Newfoundland och Labrador, i den östra delen av landet, 1 700 km öster om huvudstaden Ottawa. Indian Bay ligger 48 meter över havet och antalet invånare är 174.
Terrängen runt Indian Bay är platt. Trakten är glest befolkad. Närmaste större samhälle är Centreville-Wareham-Trinity, 11,2 km sydväst om Indian Bay. 